# 莱奥本附近圣斯特凡
莱奥本附近圣斯特凡是奥地利施蒂利亚州莱奥本县的一个市镇。总面积78.72平方公里，总人口2062人，人口密度26.2人/平方公里（2005年）。